# 坂本昇一
坂本 昇一（さかもと しょういち、1927年(昭和2年)8月18日 - ）は、日本の教育学者。千葉大学名誉教授。

## 略歴
神奈川県川崎市生まれ。1945年海軍兵学校中退、1947年（旧制）横浜工業専門学校（のち横浜国立大学工学部）卒業、横浜市の中学校教諭となり、1956年東京教育大学卒、64年同大学院博士課程満期退学後、都立教育研究所員。千葉大学教育学部助教授、教授。1970年「アメリカのガイダンスにおける哲学的前提に関する研究」で東京教育大学より教育学博士の学位を取得。1992年千葉大を定年退官、名誉教授、聖徳大学教授、同児童学研究所長。文部省の「児童生徒の問題行動に関する調査研究協力者会議」主査。1998年「学校は万能ではない」として限界主義の答申を行う。2000年日本生徒指導学会を設立。学校五日制の提言者。

## 著書
- 『生活指導の基礎と実際』文教書院、1970
- 『青少年指導と自己啓発』広池学園事業部、1970
- 『青少年の意識と行動』郵政省人事局要員訓練課編 通信事業教育振興会、1974
- 『生徒指導と特別活動・学級指導』文教書院、1975
- 『ガイダンスの哲学的前提に関する研究』風間書房、1977
- 『講座現代公教育の論争点 4　生徒指導の争点』教育開発研究所、1977
- 『生活指導の理論と方法』文教書院、1978
- 『<やる気>の生徒指導』小学館創造選書、1985
- 『若い教師とのつきあい方』明治図書出版 教育新書、1988
- 『生徒指導と学級活動・体験学習』文教書院、1990
- 『生徒指導の機能と方法』文教書院、1990
- 『登校拒否のサインと心の居場所』小学館、1993
- 『<子どもの心>を癒し育てる』小学館、1998
- 『生徒指導が機能する教科・体験・総合的学習』文教書院、1999

### 共編著
- 『カウンセリングと生活指導』井坂行男共著 文教書院、1965
- 『教育相談をとりいれた学級経営』飯田芳郎、宮田丈夫共編 文教書院、1965
- 『問題行動の早期発見 その方法と指導』井坂行男共編 文教書院、1965
- 『高校の学習カウンセリング』編 明治図書出版、1973
- 『学級指導・学級会活動・道徳の統合』編著 文教書院、1977
- 『学校と地域の青少年指導』湯上二郎共編著 教育開発研究所、1978
- 『生徒指導を生かす学校行事』富山県西砺波郡福光町立吉江中学校共著 文教書院、1980
- 『特別活動と道徳のセット化』埼玉県越谷市立中央中学校共著 文教書院、1980
- 『小学校生徒指導の新展開』編著 文教書院、1982
- 『生徒指導・相談講座』全5巻　神保信一、中西信男共企画・編集 ぎょうせい、1982
- 『自己指導力を高める生徒指導の実践』千葉県夷隅郡岬町立岬中学校共著 文教書院、1983
- 『生徒指導を基にした教科指導』静岡県藤枝市立高洲南小学校共著 文教書院、1984
- 『生徒指導問題解決200のポイント』神保信一共編著 ぎょうせい、1984
- 『集団宿泊活動の展開 教育環境の人間化をめざして』伊藤俊夫共編著 ぎょうせい、1986
- 『家庭教育振興事業の進め方』編 全日本社会教育連合会、1988 実践社会教育シリーズ
- 『子どもの自立 1　基本的生活習慣のしつけ』編著 明治図書出版、1988
- 『生徒指導の実践的校内体制づくり』編著 明治図書出版、1988
- 『改訂高等学校学習指導要領の展開 特別活動編』高橋哲夫共編 明治図書出版、1990
- 『子どもに感動を与える生徒指導の実践 生活・授業・集会活動』静岡県藤枝市立高洲南小学校共著 文教書院、1990
- 『特別活動の新研究 小学校・学校行事の精選プラン集』編 明治図書出版、1992
- 『講座教育フォーラム「いじめ」への取り組み』全4巻（編）明治図書出版、1996
- 『"学級崩壊"克服の学校経営』編 教育開発研究所 教職研修総合特集 管理職選考グレードアップシリーズ、2000
- 『生徒指導のあり方』比留間一成共編著 開隆堂出版 子どもをとりまく問題と教育、2002